# Bianchi (bicicletas)
F.I.V. Edoardo Bianchi S.p.A (Fabbrica Italiana Velocipedi (F.I.V.)) é uma montadora italiana de bicicletas, fundada em 1885. Também produziu motocicletas de 1897 a 1967, e automóveis de 1900 a 1939, da marca Autobianchi. É uma das marcas mundiais de bicicletas que tem maior prestígio no mundo.
No começo se produzia velocípedes tradicionais (bicicletas com roda dianteira grande). Rapidamente, no entanto, se inicia a fabricação um tipo de bicicleta projetado para ser mais bem sucedida:  Bicicleta com rodas do mesmo tamanho e estrutura de aço. Em 1888 ele aplicou a ideia de John Dunlop: passou a utilizar pneus com câmara (a borracha com um tubo interno). Desde os primeiros anos, Bianchi reconheceu a importância das competições de ciclismo, criando o Departamento de Corrida. Em 1899 com Giovanni Fernando Tomassalli  – que anteriormente correu com um Prinetti e Stucchi – a Bianchi venceu o Grand Prix de Paris na pista; em 1911 com Carlo Galetti a terceira edição do Giro d’Italia. A Bianchi atualmente investe muito em novas tecnologias e  seguimentos no ciclismo, como modelos para Estrada, Montain bikes, E-bikes além dos modelos urbanos.